# Siobon Jae
Siobon Jae is een bestuurslaag in het regentschap Mandailing Natal van de provincie Noord-Sumatra, Indonesië. Siobon Jae telt 485 inwoners (volkstelling 2010).